# Comuna Sarnîkî, Rohatîn
Sarnîkî (în ucraineană Сарники) este o comună în raionul Rohatîn, regiunea Ivano-Frankivsk, Ucraina, formată din satele Dibrova, Sarnîkî (reședința) și Zalîvkî.

## Demografie
Componența lingvistică a comunei Sarnîkî
     Ucraineană (99,85%)
     Alte limbi (0,15%)
Conform recensământului din 2001, majoritatea populației comunei Sarnîkî era vorbitoare de ucraineană (99,85%), existând în minoritate și vorbitori de alte limbi.